# Sitch zaporogue
Pour les articles homonymes, voir Zaporoguie.
1552–1775
Entités précédentes :
- Plaines sauvages

Entités suivantes :
- Empire russe

La Sitch zaporogue (en ukrainien : Запорозька Січ, Zaporoz'ka Sich ; en polonais : Sicz Zaporoska ; en russe : Запорожская Сечь), aussi connue sous le nom de Вольностi Вiйська Запорозького Низового, Volnosti Viyska Zaporozkoho Nyzovoho, soit les terres franches de l'ost de basse Zaporoguie, était une région semi-autonome et un proto-État cosaque qui exista entre les XVIe et XVIIIe siècles.
C'était un État stratocratique du Hetmanat cosaque entre 1552 et 1775,.
La sitch zaporogue était centrée autour de la Grande Prairie, noyée sous les eaux du réservoir de Kakhovka de 1956 à 2023, en Ukraine. À différentes périodes, la région est passée sous la souveraineté de la république des Deux Nations, de l'Empire ottoman, du tsarat de Russie et de l'Empire russe.
En 1775, peu de temps après que la Russie eut annexé les territoires qui lui avaient été cédés par l'Empire ottoman en vertu du traité de Küçük Kaynarca (1774), Catherine la Grande dissout la Sitch. Son territoire est incorporé au gouvernement de Nouvelle Russie.

## Nom
Le nom « Zaporoguie » fait référence de manière métonymique et informelle à l'ensemble de l'organisation militaire et administrative de l'ost des Cosaques zaporogues. Dans le nom de « Sitch zaporogue » sitch vient du slave oriental setch' (сѣчь) – « hacher » ou « trancher » à l'origine du verbe ukrainien сікти (sikty) - « couper », dans le sens d'aménager une clairière, éventuellement en construisant une motte castrale, une auberge « гостьба » ou une simple enceinte fortifiée avec les troncs des arbres coupés pour cette occasion. Січ signifie aussi « janvier ». Le nom zaporogue signifie « autour des rapides » (en référence aux rapides du Dniepr situés en amont) qui nécessitaient un portage majeur sur la route commerciale du Dniepr entre les mers baltique et noire.

## Histoire
Un précurseur possible de la Sitch zaporogue était une fortification (sitch) construite, selon les sources anciennes, sur l'île de Tomakivka au milieu du Dniepr dans l'actuelle région de Zaporoguie en Ukraine, mais dont on n'a pas de traces archéologiques ; la Sitch zaporogue n'existait pas encore.

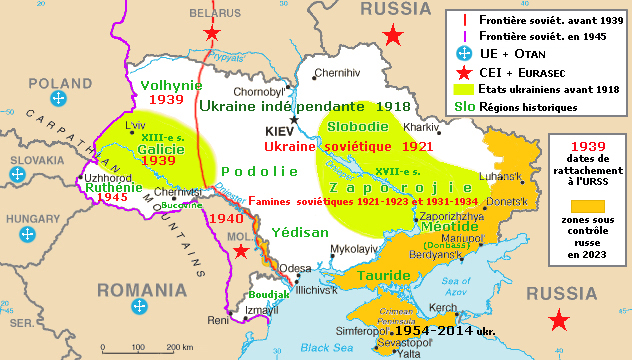
- Vert clair : les États ukrainiens historiques : principauté de Galicie-Volhynie à l'Ouest et hetmanat de Zaporoguie à l'Est.
- Vert foncé : régions traditionnelles ukrainiennes.
- Orange : zones contrôlées par les forces russes en 2023.

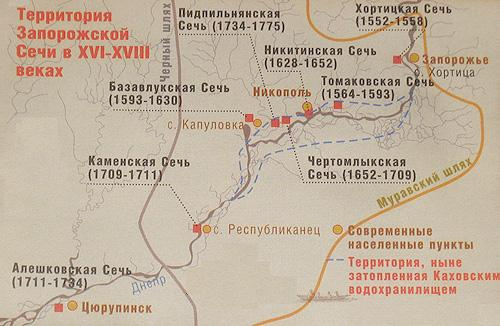
Localisation des différentes sitches le long du Dniepr.

L'histoire de la « Sitch zaporogue » s'inscrit dans les « marges mouvantes » entre le monde sédentaire, slave et chrétien des forêts et des patûrages du Nord-Ouest, et le monde nomade, tatar et musulman de la steppe pontique du Sud-Est, connues sous le terme historique de « Plaines sauvages », et où les cosaques (« hommes libres », même étymologie que « Kazakhs ») apparaissent pour combattre à la fois les esclavagistes venant du sud, et les troupes de la noblesse polonaise catholique, maîtresse des terres cultivables, venant de l'ouest. Six périodes se succèdent :
- l'émergence de la sitchss, avec la construction de la grande motte castrale multiple de Khortytsia (1471–1583) ;
- annexion par le royaume de Pologne (Voïvodie de Kiev, 1583–1657) ;
- luttes contre la République des Deux Nations, l'Empire ottoman et le Khanat de Crimée dans la partie ukrainienne de la Pologne (1657–1686) ;
- luttes sporadiques (alternant avec des périodes d'alliance) contre Russie pour préserver l'autonomie cosaque (1686–1775) ;
- Formation d'une sitch danubienne dans le Boudjak et tentatives de ces cosaques de rentrer en Zaporoguie (1775–1828).

### Formation

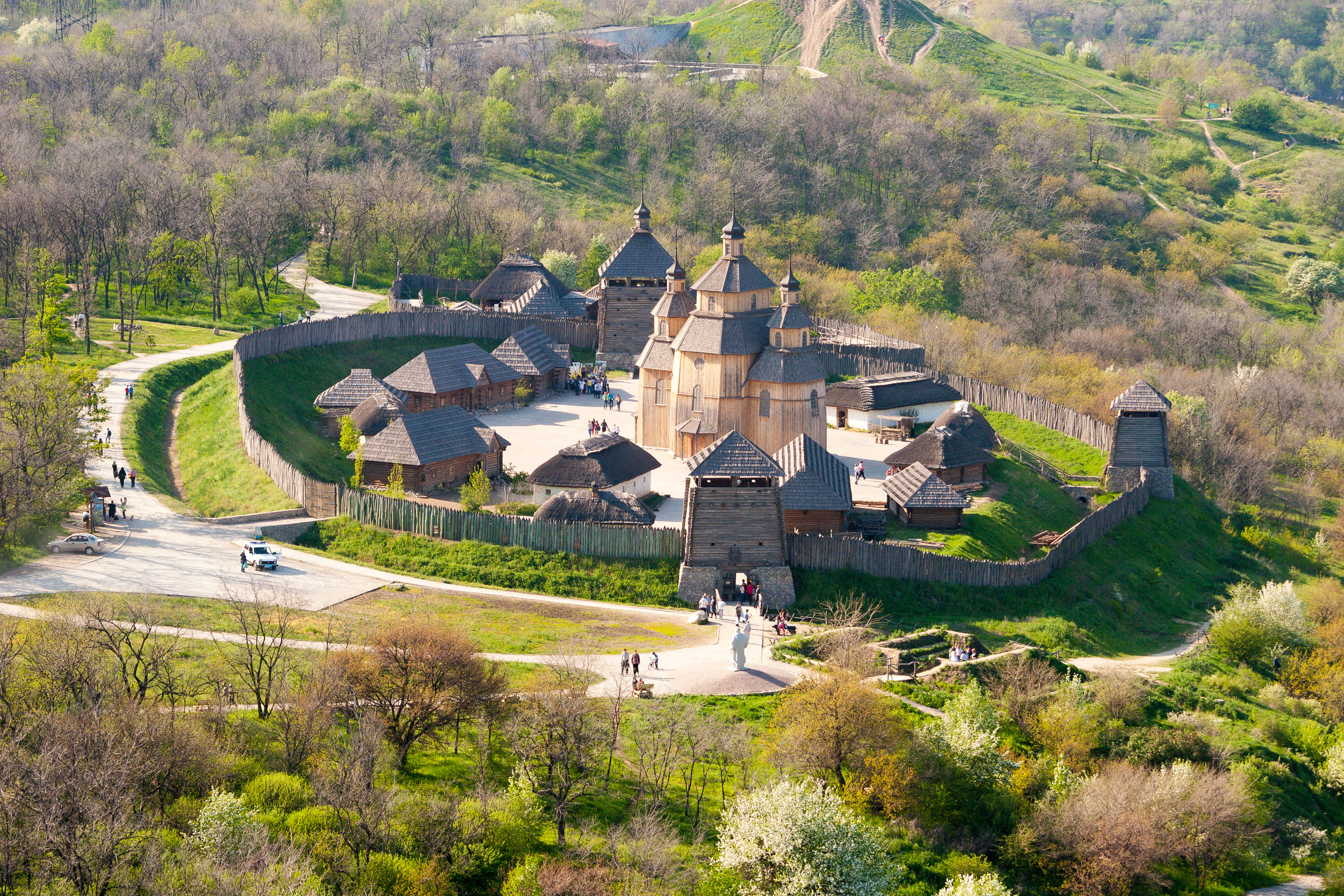
La sitch de Mala Khortytsia.

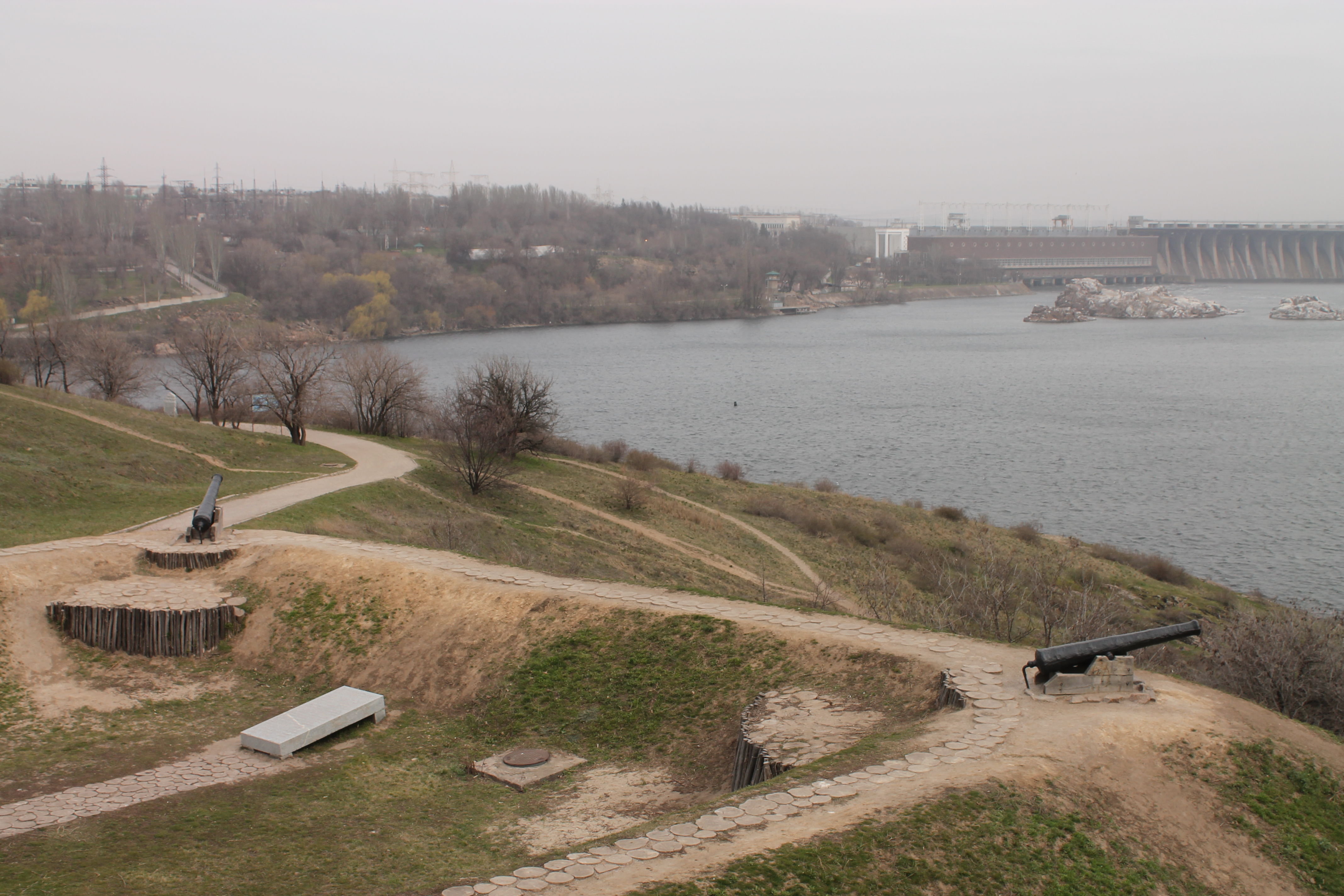
Reconstitution de la sitch de l'île Khortytsia.

La Sitch zaporogue est apparue comme milice slave orientale contre les raids fréquents et dévastateurs du Khanat de Crimée et des Circassiens, qui capturaient et réduisaient en esclavage des centaines de milliers d'Ukrainiens, de Biélorusses et de Polonais au cours d'opérations appelées « la récolte de la steppe », pour les revendre très profitablement dans l'Empire ottoman, en Iran et dans la péninsule arabique.
Le prince ruthène Dmytro Vychnevetsky établit en 1552 la première sitch zaporogue sur l'île (au milieu du Dniepr) de Mala Khortytsia, construisant une forteresse à Niz Dnieprovsky et y plaçant une garnison cosaque. Les forces tatares détruisirent cette première forteresse en 1558. La Sitch de Tomakivka fut construite sur une île maintenant inondée située plus au Sud, près de la ville moderne de Marhanets ; les Tatars la rasèrent également, en 1593. Une troisième sitch vit rapidement le jour sur l'île de Bazavlouk, et fut détruite par un corps expéditionnaire polonais réprimant un soulèvement cosaque en 1638. Ces premières fortifications du XVIe siècle étaient suffisantes pour constituer un premier proto-état.

### Lutte pour l'indépendance

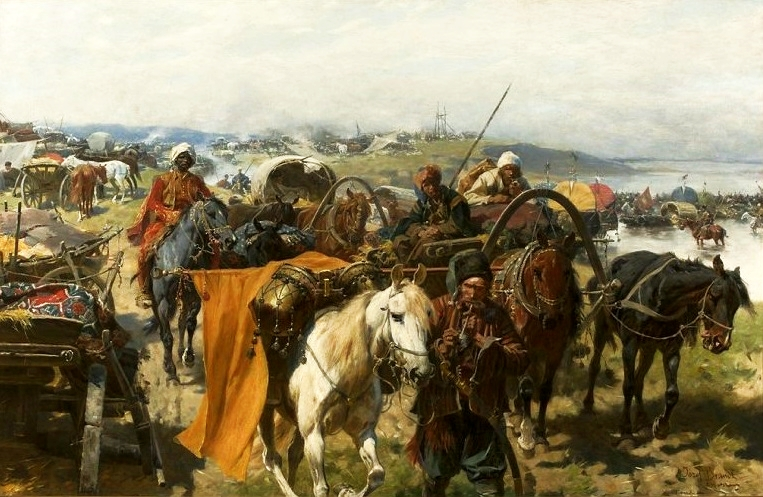
Arrière-garde des Zaporogues de Józef Brandt (huile sur toile; 72 × 112 cm, Musée national de Varsovie).

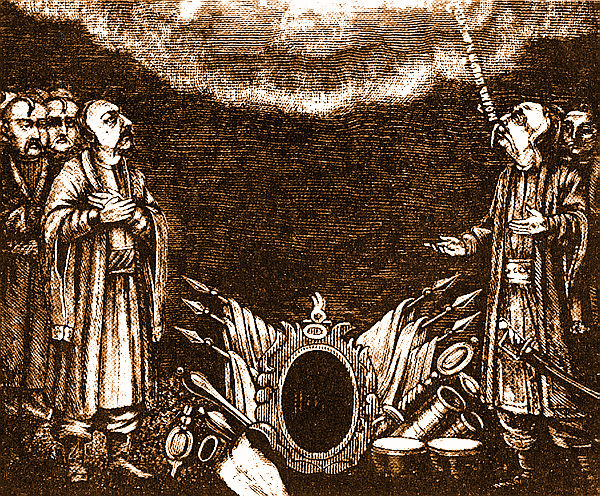
Prière des cosaques zaporogues, fragment d'une icône de protection de la Sainte-Vierge.

Les cosaques zaporogues ont été inclus dans la voïvodie de Kiev de 1583 à 1657, laquelle faisait partie de la province de Petite-Pologne du royaume de Pologne mais la domination polonaise leur pesait pour plusieurs raisons, fiscales mais aussi religieuses, les cosaques étaient orthodoxes alors que les propriétaires terriens et les gouverneurs polonais étaient catholiques et considéraient les orthodoxes comme de « méprisables schismatiques ». C'est pourquoi les Zaporogues combattirent aussi bien la république des Deux Nations, l'Empire ottoman, le khanat de Crimée ou le tsarat de Russie (devenu plus tard l'Empire russe), et furent considérés par tous ces protagonistes comme des « rebelles indignes de confiance », ce qui a laissé des traces historiques jusqu'au XXIe siècle, notamment dans la propagande de la Russie depuis la « révolution orange ».
La sitch devient le centre de la vie cosaque : elle est gouvernée par son conseil (Rada) et son Koch Ataman (ou Hetman). En 1648, Bohdan Khmelnytsky prend une sitch à Mykytyn Rih, près de l'actuelle Nikopol et de là, lance son soulèvement contre l'État polono-lituanien, créant l'Hetmanat cosaque (1649–1764). Au traité de Pereyaslav en 1654, la région zaporogue est divisée en deux : à l'Ouest l'Hetmanat, avec sa capitale à Tchérine, reste sous souveraineté nominale polonaise ; à l'Est la Zaporoguie, plus indépendante. Au cours de cette période, la Sitch en tant que telle a changé plusieurs fois d'emplacement. Une nouvelle Sitch (la « vieille Sitch ») est bâtie en 1652 à l'embouchure de la rivière Tchortomlyk. En 1667, la trêve d'Androussovo fit du Hetmanat et de la Zaporoguie un condominium dirigé conjointement par le tsarat de Russie et la monarchie Polono-Lituanienne.
Sous le règne du tsar russe Pierre le Grand, des cosaques sont utilisés pour la construction de canaux et de lignes de fortification dans le nord de la Russie. On estime que 20 à 30 000 d'entre eux ont été mobilisés chaque année. Ces travaux forcés ont entraîné un taux de mortalité élevé chez les constructeurs, et seuls 40 % environ de ces cosaques sont rentrés chez eux.

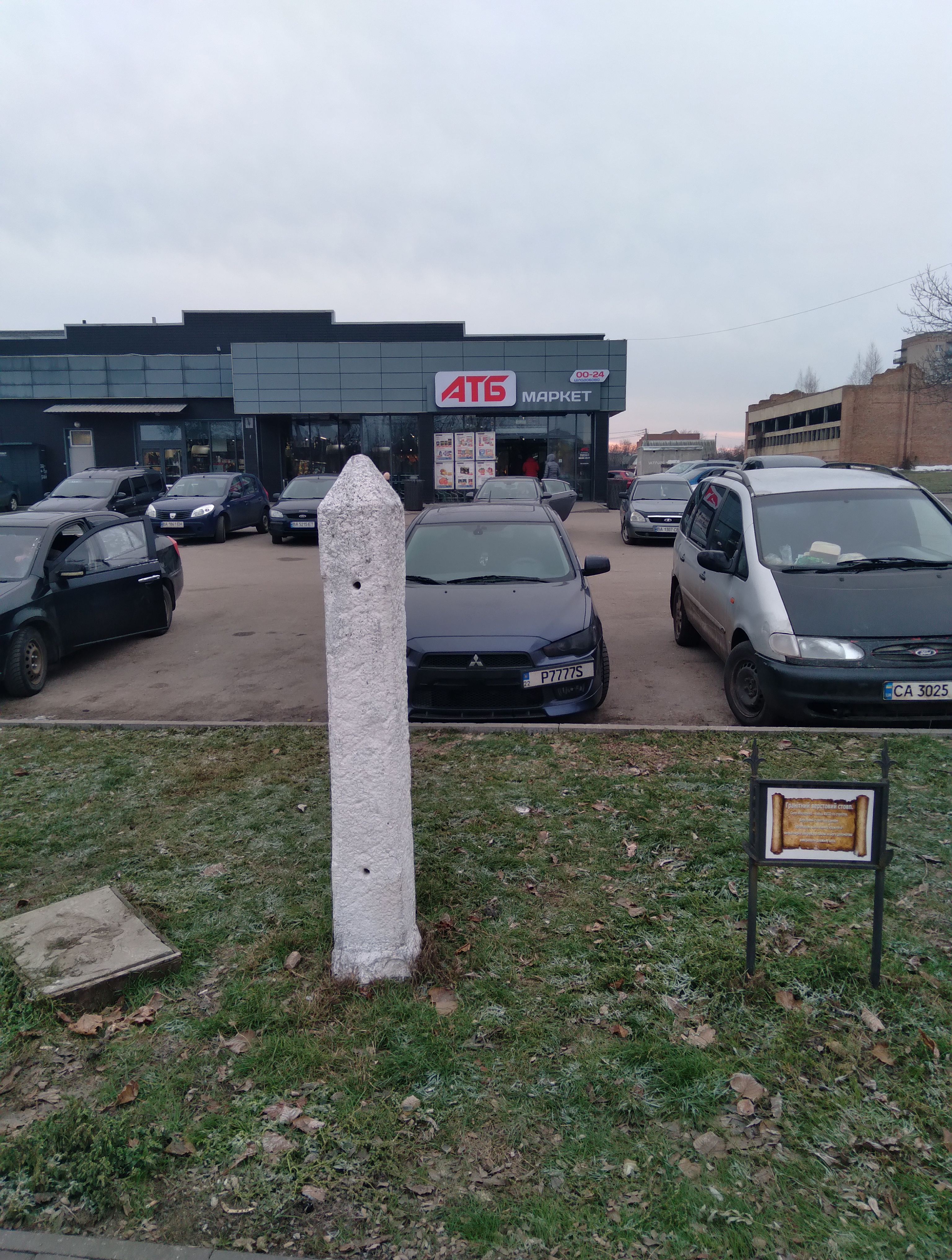
Stèle du XVIIIe siècle, servant aux Cosaques de théodolite pour mesurer leur territoire. Trouvé dans le village de Mochoryne, dans l'oblast de Kirovohrad.

Après la bataille de Poltava de 1709, l'« ancienne sitch » est détruite et Batouryne, la capitale de l'hetman Ivan Mazepa, est rasée. Une autre sitch est construite à l'embouchure de la rivière Kamianets, mais elle est détruite dès 1711 par l'armée régulière russe. Les cosaques s'enfuient alors vers les nouveaux territoires pris au khanat de Crimée où ils fondent en 1711 la sitch d'Olechky. En 1734, ils sont autorisés à retourner dans le giron de l'Empire russe où ils construisent la « nouvelle sitch » à proximité de Tchortomlyk. La population sédentaire de la steppe pontique s'élevait alors à environ 52 000 habitants (1768).
Craignant l'indépendance de la sitch, la Russie abolit l'Hetmanat en 1764, incorporant les officiers cosaques à la noblesse russe (Dvoryanstvo). Quant aux cosaques de base, dont la plupart des anciens Zaporogues, deviennent paysans mais libres, non astreints au servage qui dure jusqu'en 1864 en Russie. Après l'annexion de la Crimée par la Russie en 1783, la colonisation de la Nouvelle-Russie par d'autres paysans libres, russes, biélorusses, moldaves, bulgares, serbes et même allemands, pourvus par la Russie de parcelles cultivables prises aux tatars vaincus, sonnent le glas de la cosaquerie, car les zaporogues deviennent inutiles. L'armée russe démolit finalement la Sitch zaporogue en 1775 et incarcère l'hetman Kalnychevsky.

### Destruction et après-coup
En mai 1775, le général russe Piotr Tekely reçoit de Grigori Potemkine l'ordre d'occuper et de détruire la sitch zaporogue, ainsi qu'en avait décidé la tsarine Catherine II. Une armée de cent mille soldats russes partit du Fort Sainte-Élisabeth. Le 5 juin 1775, Tekely encercle la Sitch avec de l'artillerie et de l'infanterie et les Zaporogues se rendent. La sitchss est officiellement dissoute par l'oukaze du 3 août 1775 de la tsarine Catherine, et est rasée.

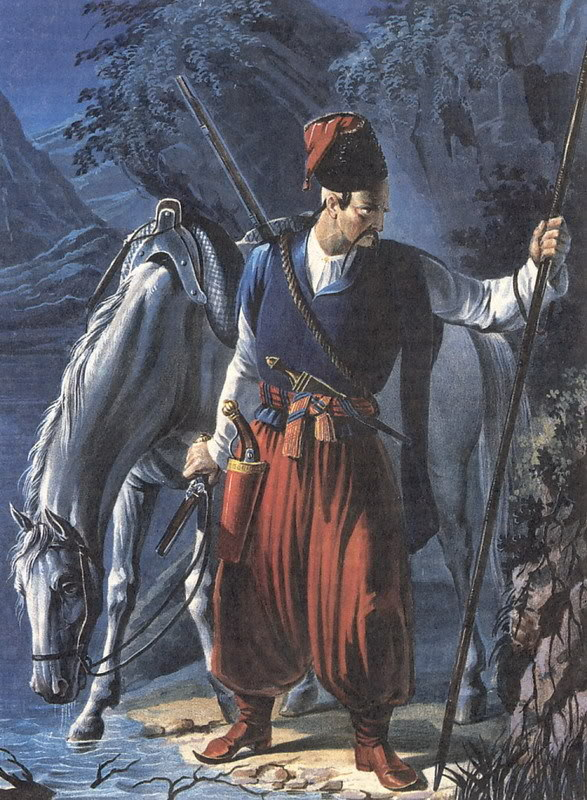
Cosaque zaporogue au XVIIIe siècle.

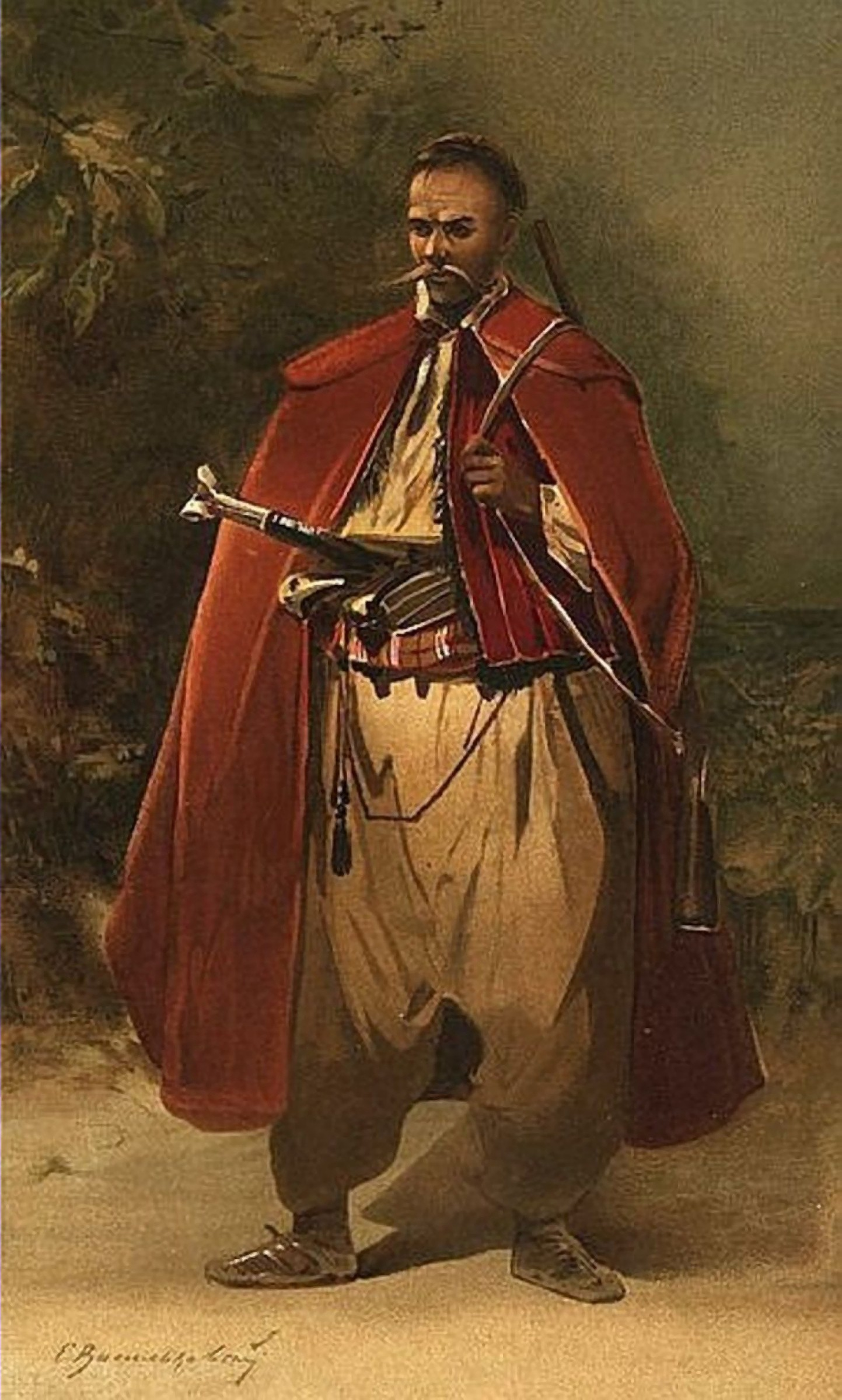
Cosaque du Danube au XIXe siècle.

Certains officiers cosaques, les starchynes, sont intégrés à la noblesse russe héréditaire et reçoivent d'immenses domaines, tandis que d'autres, minoritaires, préfèrent émigrer dans l'espoir de reconstituer des sitch en Amérique du Nord ou en Australie. Sous la direction d'une starshyne nommée Lyakhina, environ 5 000 Zaporogues fuient dans le Boudjak alors encore ottoman où ils forment la sitch danubienne ; d'autres descendent au sud des bouches du Danube, en Dobroudja, où ils s'installent autour du liman de Iancina dès lors renommé Razim du nom de l'un de leurs hetmans. D'autres encore partent pour l'Empire autrichien où ils forment une sitch en Hongrie orientale. Selon leur propre tradition orale, certains cosaques seraient arrivés à Malte où la chevalerie maltaise aurait accueilli quelques starchynes.
Le chef de l'ost zaporogue Petro Kalnychevsky est arrêté et exilé aux îles Solovetsky où il vécut jusqu'à l'âge de 112 ans. Quatre starchynes de haut niveau sont déportés, mourant plus tard dans des monastères sibériens. Les starchynes de niveau inférieur qui sont restés et sont passés du côté russe ont reçu des grades militaires et tous les privilèges qui les accompagnaient, et ont été autorisées à rejoindre les régiments de hussards et de dragons. La plupart des cosaques ordinaires sont devenus des paysans (holota) mais ont, pour la plupart, échappé au servage qui a sévi en Russie jusqu'en 1861.
En 1780, après avoir dissous l'ost des cosaques zaporogues, le général Grigori Potemkine, chevalier servant de l'impératrice Catherine, tente de rassembler et de réorganiser les cosaques sur une base volontaire, et ces derniers l'aident à défendre l'Ukraine contre les Ottomans et le khanat de Crimée durant la guerre russo-turque de 1787-1792. 12 000 d'entre eux sont réunis : ce sont les Cosaques de la mer Noire. Une fois la paix rétablie, le gouvernement russe décide de relocaliser les Cosaques dans la province cosaque d'Azov, sur le fleuve Kouban (en 1860, on les rebaptise Cosaques du Kouban) et dans le Boudjak (cosaques du Danube, mais pas dans le sud de l'Ukraine, où les tzars préfèrent coloniser des holota : des fermiers libres civils,.
L’armée cosaque d’Azov (en russe : Азовское казачье войско, en ukrainien : Азовське козацьке військо) est une communauté cosaque de l’empire russe formée en 1832 sur les rives de la mer d'Azov à partir de Cosaques zaporogues de la sitch du Danube. Les Cosaques d’Azov sont chargés de la défense du littoral grâce à leur flottille de tchaïkas (vaisseaux légers armé de couleuvrines) chargée de surveiller les côtes et d’appréhender les contrebandiers. Entre 1852 et 1864 les Cosaques furent graduellement transférés dans le Kouban et l’armée cosaque d’Azov fit dissoute en 1865.
L'écrivain ukrainien Adrian Kachtchenko (1858–1921) et l'historienne Olena Apanovitch notent que l'abolition de la sitch a eu un fort effet symbolique et que les souvenirs de l'événement sont longtemps restés présents dans l'identité ukrainienne au point que l'Ukraine soviétique a créé en 1983 un musée des cosaques de Zaporijjia.

## Organisation et gouvernement

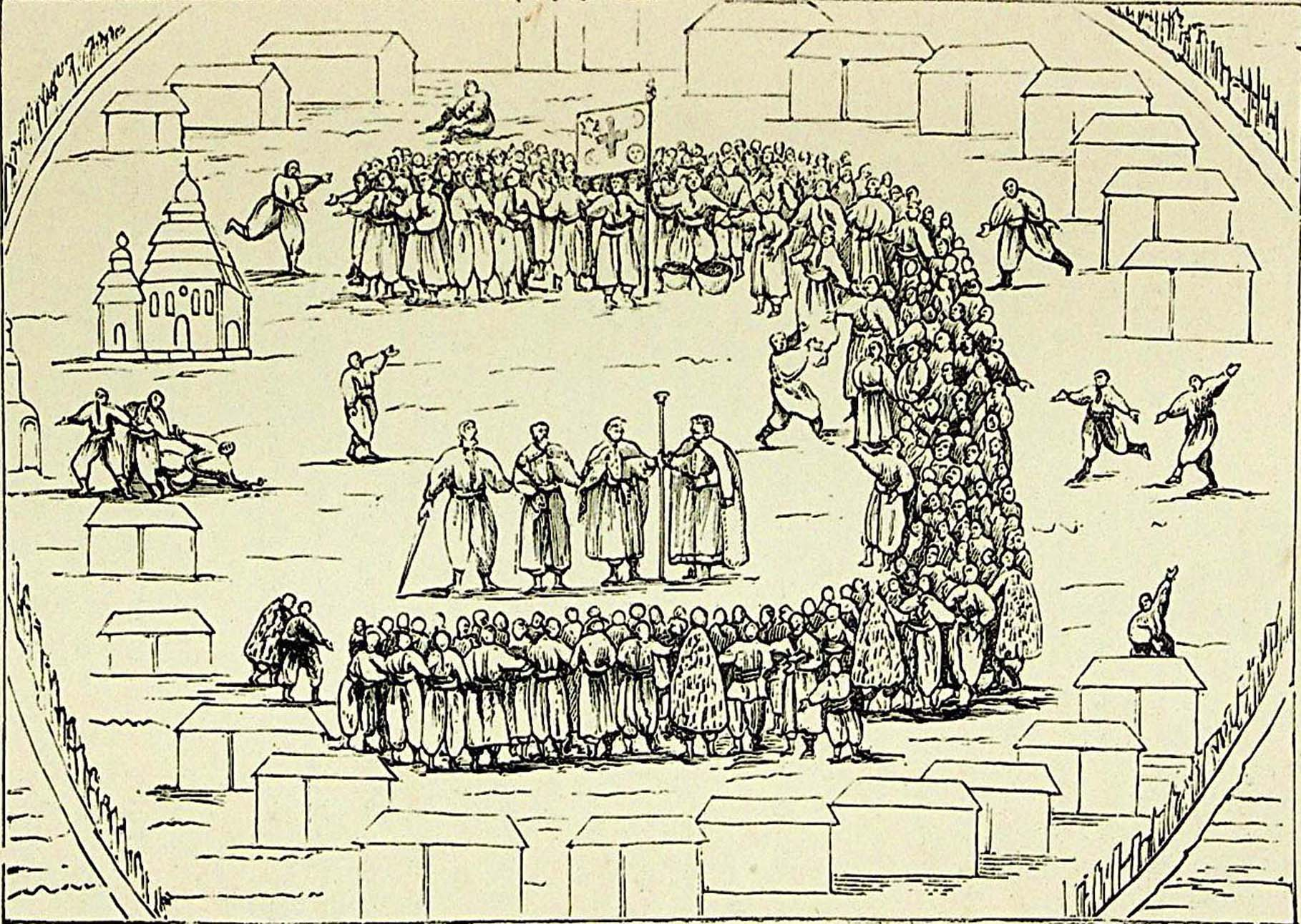
Une rada (conseil) dans une sitch zaporogue.

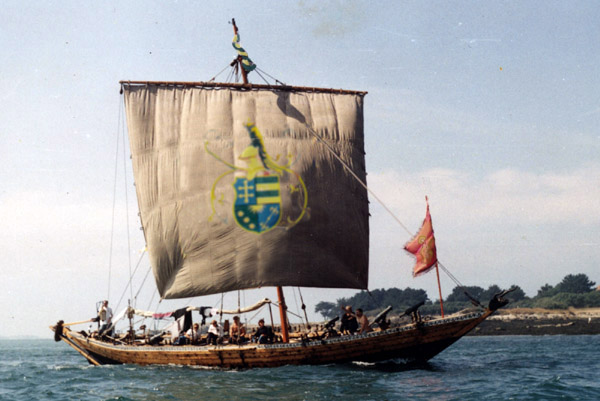
Réplique d'une tchaïka (« mouette ») nommée Presviata Pokrova, navigant sur le Dniestr en 1992 sous pavillon médiéval moldave, aujourd'hui conservée à Pont-Aven.

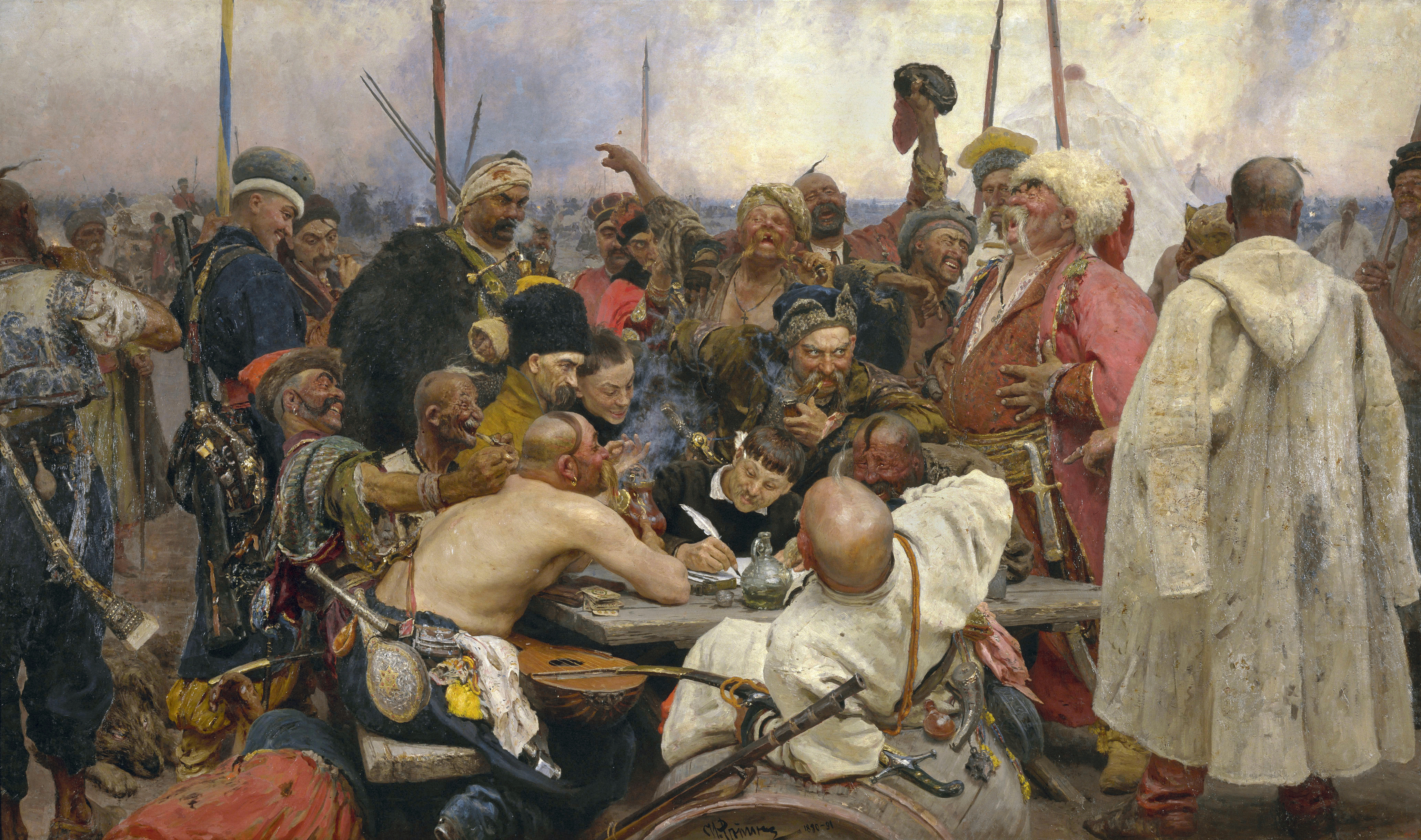
Les Cosaques zaporogues écrivant une lettre au sultan de Turquie, par Ilia Répine.

L'ost zaporogue était dirigée par le conseil (Rada) de la sitch, qui élisait un Koch Ataman (« hetman en chef », du turc koç at aman littéralement « attaquant à cheval au nom de Dieu ») aidé par un secrétaire en chef (pysar), un juge en chef, un archiviste en chef et un état-major. Pendant les opérations militaires, le Koch Ataman avait des pouvoirs illimités. En accord avec la Rada il pouvait soutenir certains Hetmans (comme Bohdan Khmelnytsky), en combattre d'autres, ou nouer des alliances avec d'autres États.
La sitch zaporogue est perfois définie comme une « république cosaque », parce que sa souveraineté émanait de l'assemblée de tous ses membres, et ses dirigeants (starchynes) étaient élus. Les cosaques formaient une société (hromada) composée de kourines (bataillons de plusieurs centaines de cosaques). Un tribunal militaire cosaque punissait sévèrement la violence et le vol entre pairs, l'introduction de femmes dans la sitch, la consommation d'alcool en période de conflit, et d'autres délits. L'administration de la sitch aidant la constitution de paroisses, la construction d'églises et l'ouverture d'écoles orthodoxes (tenues par les popes et leurs épouses) pour permettre l'éducation religieuse et laïque des jeunes garçons et filles. Les paroisses entretenaient à leur tour des kobzars chargés de chanter les exploits des cosaques. 
La population de la sitch était cosmopolite, comprenant des Ukrainiens, des Roms, des Juifs, des Russes, des Moldaves, des Arméniens, des Géorgiens, des Pontiques, et aussi des Polonais, des Lituaniens, des Circassiens ou des Tatars fuyant leurs sociétés d'origine et ralliés aux cosaques, et de nombreuses autres ethnies. La structure sociale aussi était complexe, composée de nobles et de boyards démunis, de szlachtzitzes (nobles polonais déclassés), de marchands, de paysans (holota), de hors-la-loi en tous genres, d'esclaves échappés des galères ottomanes et de serfs en fuite (comme le polkovnyk « colonel » Pivtorakojoukha). Certains de ceux qui n'étaient pas acceptés dans l'Ost formaient leurs propres bandes de brigands et de pirates (fluviaux ou maritimes) et prétendaient également être des cosaques : leur espérance de vie était brève, mais leurs aventures ont inspiré maints récits, chansons, poésies, romans. Cependant, après le soulèvement de Khmelnytsky, cette diversité sociale a largement diminué et ces bandes ont été soit exterminées, soit intégrées dans la société du Hetmanat.

### Armée et art de la guerre
Les cosaques ont développé une flotte de navires rapides et légers appelés tchaïkas (« mouettes ») capables de descendre les fleuves, de traverser la mer Noire et le piller les ports de l'Empire ottoman jusque dans les parages de Constantinople et de Trébizonde. Le contexte économique de l'arenda exploitant les paysans ukrainiens orthodoxes au profit de la noblesse polonaise catholique par l'intermédiaire des gestionnaires domaniaux juifs a favorisé à partir du XVIIIe siècle l'antisémitisme et, en cas de sécheresse, disette ou conflits, les pogroms qui, à leur tour, ont provoqué l'exode des Juifs ukrainiens (de culture ashkénaze, avec de grandes dynasties rabbiniques) vers la Galicie autrichienne ou la Moldavie et de là, vers l'Europe occidentale et l'Amérique du Nord.

## Dans la culture
- Zaporojskaïa setch, film de 1911
- Route vers Sitch (film, 1994)
- Par le fer  et par le feu (film, 1999)
- Hetman (film, 2015)

### Ouvrages cités
- (en) Michael Fredholm von Essen, Muscovy's Soldiers. The Emergence of the Russian Army 1462–1689, Warwick, Helion & Company, 2018 (ISBN 978-1912390106)